# Liolaemus dicktracy
Liolaemus dicktracy este o specie de șopârle din genul Liolaemus, familia Tropiduridae, descrisă de Bernardo Espinoza în anul 2003. Conform Catalogue of Life specia Liolaemus dicktracy nu are subspecii cunoscute.